# Orékhov Kut
Orékhov Kut - Орехов Кут (rus) és un possiólok del krai de Krasnodar, a Rússia. Es troba a la península de Taman, al delta del riu Kuban. És a 3 km al sud de Temriuk i a 128 km a l'oest de Krasnodar.
Pertany a la ciutat de Temriuk.